# Arthur Herbert Copeland
Arthur Herbert Copeland (Rochester, 22 giugno 1898 – 6 luglio 1970) è stato un matematico statunitense laureato alla Harvard University e professore alla Rice University ed alla University of Michigan.
Si è occupato principalmente di teoria della probabilità.
Ha lavorato inoltre con Paul Erdős (ha quindi numero di Erdős pari ad 1) nello studio delle proprietà della costante di Copeland-Erdős, il cui nome deriva appunto da questi due matematici.